# Sydafrikas Grand Prix 1982
Sydafrikas Grand Prix 1982 var det första av 16 lopp ingående i formel 1-VM 1982.  

## Resultat
1. Alain Prost, Renault, 9 poäng
2. Carlos Reutemann, Williams-Ford, 6
3. René Arnoux, Renault, 4
4. Niki Lauda, McLaren-Ford, 3
5. Keke Rosberg, Williams-Ford, 2
6. John Watson, McLaren-Ford, 1
7. Michele Alboreto, Tyrrell-Ford
8. Elio de Angelis, Lotus-Ford
9. Eliseo Salazar, ATS-Ford
10. Manfred Winkelhock, ATS-Ford
11. Bruno Giacomelli, Alfa Romeo
12. Jochen Mass, March-Ford
13. Andrea de Cesaris, Alfa Romeo
14. Derek Daly, Theodore-Ford
15. Raul Boesel, March-Ford
16. Tommy Borgudd, Tyrrell-Ford
17. Chico Serra, Fittipaldi-Ford
18. Didier Pironi, Ferrari

### Förare som bröt loppet
- Jacques Laffite, Ligier-Matra (varv 54, bränslesystem)
- Derek Warwick, Toleman-Hart (43, olycka)
- Riccardo Patrese, Brabham-BMW (18, turbo)
- Eddie Cheever, Ligier-Matra (11, bränslesystem)
- Gilles Villeneuve, Ferrari (6, turbo)
- Nelson Piquet, Brabham-BMW (3, snurrade av)
- Nigel Mansell, Lotus-Ford (0, elsystem)
- Jean-Pierre Jarier, Osella-Ford (0, kollision)

### Förare som ej kvalificerade sig
- Mauro Baldi, Arrows-Ford
- Riccardo Paletti, Osella-Ford
- Brian Henton, Arrows-Ford
- Roberto Guerrero, Ensign-Ford
- Teo Fabi, Toleman-Hart